# Lê Quang Huy
Lê Quang Huy (sinh ngày 19 tháng 9 năm 1966) là một chính trị gia người Việt Nam. Ông hiện là Ủy viên Ban Chấp hành Trung ương Đảng Cộng sản Việt Nam khóa XIII, Chủ nhiệm Ủy ban Khoa học, Công nghệ và Môi trường của Quốc hội, đại biểu quốc hội Việt Nam khóa XIV nhiệm kì 2016-2021, thuộc đoàn đại biểu quốc hội tỉnh Nghệ An. Ông từng là đại biểu Quốc hội Việt Nam khóa XIII, và khóa XII thuộc đoàn đại biểu Quốc hội tỉnh Bạc Liêu.

## Xuất thân
Ông sinh ngày 19 tháng 9 năm 1966, người dân tộc Kinh, không theo tôn giáo nào. Ông có quê quán ở xã Vân Canh, huyện Hoài Đức, Thành phố Hà Nội. Ông hiện cư trú ở Phòng 51, Khu tập thể 31 Hàng Bài, Hà Nội.

## Giáo dục
Trình độ chính trị: Cao cấp lý luận chính trị
Trình độ chuyên môn: Tiến sĩ Công nghệ thông tin, Kỹ sư xây dựng dân dụng

## Sự nghiệp
Từ tháng 5 năm 1989 đến tháng 12 năm 1990, ông là Cán bộ kỹ thuật Công ty xây dựng số 3, thành phố Hồ Chí Minh.
Từ tháng 1 năm 1991 đến tháng 12 năm 1992, ông là Chuyên viên kỹ thuật phần mềm, Công ty Ứng dụng Toán Tin học và Xây dựng, Hội Xây dựng Việt Nam.
Từ tháng 1 năm 1993 đến tháng 5 năm 1995, ông là Chuyên viên kỹ thuật máy tính, Văn phòng Quy hoạch tổng thể Đồng bằng sông Hồng, Bộ Khoa học, Công nghệ và Môi trường Việt Nam.
Từ tháng 6 năm 1995 đến tháng 5 năm 1996, ông là Chuyên viên kỹ thuật máy tính, Văn phòng Ban chỉ đạo Chương trình Quốc gia về Công nghệ thông tin, Văn phòng Chính phủ Việt Nam.
Từ tháng 6 năm 1996 đến tháng 7 năm 2007, ông là Chuyên viên, Trưởng phòng, Phó Giám đốc, Giám đốc Trung tâm Thông tin Tư liệu, Ban Khoa giáo Trung ương Đảng Cộng sản Việt Nam. Ông gia nhập Đảng Cộng sản Việt Nam vào ngày 10/9/1999, ngày chính thức là 10/9/2000.

### Đại biểu Quốc hội Việt Nam khóa XII tỉnh Bạc Liêu
Ông từng là đại biểu Quốc hội Việt Nam khóa XII (nhiệm kỳ 2007-2011) tỉnh Bạc Liêu. Lúc này theo Website Quốc hội Việt Nam, ông có bằng thạc sĩ tin học, và cao cấp lý luận chính trị, là Nghiên cứu sinh ngành quản trị thông tin.
Từ tháng 8 năm 2007 đến tháng 6 năm 2011, ông là Ủy viên thường trực Ủy ban Khoa học, Công nghệ và Môi trường của Quốc hội khóa XII (Đại biểu chuyên trách: Trung ương).

### Đại biểu Quốc hội Việt Nam khóa XIII tỉnh Bạc Liêu
Ngày 26/4/2011, Hội đồng bầu cử đã công bố danh sách những ngưới ứng cử đại biểu Quốc hội khóa XIII theo từng đơn vị bầu cử trong cả nước. Theo đó, ông ứng cử ở đơn vị bầu cử số 1 tỉnh Bạc Liêu gồm các huyện Vĩnh Lợi, huyện Hòa Bình và Thành phố Bạc Liêu. Lúc này ông có bằng thạc sĩ Công nghệ thông tin, bằng kỹ sư xây dựng dân dụng và đang làm nghiên cứu sinh tiến sĩ.
Ông đã trúng cử Đại biểu Quốc hội Việt Nam khóa XIII (nhiệm kỳ 2011-2016) tỉnh Bạc Liêu.
Từ tháng 7 năm 2011 đến tháng 2 năm 2014, ông giữ chức vụ Phó chủ nhiệm Ủy ban Khoa học, Công nghệ và Môi trường của Quốc hội Việt Nam khoá XIII.
Tháng 3 năm 2014, ông được luân chuyển giữ chức vụ Phó Bí thư Tỉnh ủy Nghệ An.
Ông được chuyển sinh hoạt từ Đoàn ĐBQH tỉnh Bạc Liêu về Đoàn ĐBQH tỉnh Nghệ An theo Nghị quyết 197/TB-BCTĐB. (Đại biểu chuyên trách: Trung ương).

### Đại biểu Quốc hội Việt Nam khóa XIV Nghệ An
Từ tháng 3 năm 2014 đến tháng 10 năm 2017, ông công tác ở tỉnh Nghệ An. Ông từng giữ chức vụ Phó Bí thư Tỉnh ủy Nghệ An, Ủy viên Ủy ban Khoa học, Công nghệ và Môi trường của Quốc hội khóa XIV.
Ngày 19 tháng 11 năm 2017, Ủy ban Thường vụ Quốc hội đã công bố Nghị quyết số 446/NQ-UBTVQH, ngày 31/10/2017 của Ủy ban Thường vụ Quốc hội về việc điều động, phê chuẩn ông làm Phó Chủ nhiệm Ủy ban Khoa học, Công nghệ và Môi trường của Quốc hội từ ngày 01/11/2017.